# LIVE AT VILLAGE VANGUARD -アンコール-
『LIVE AT VILLAGE VANGUARD -アンコール-』（ライブアットヴィレッジヴァンガード アンコール）は、2009年2月4日にリリースされた羊毛とおはなのライブ盤のiTunes配信限定作品である。

## 解説
2009年1月13日に発売された羊毛とおはなのライブアルバム『LIVE AT VILLAGE VANGUARD』未収録の3曲をフィーチャーしたiTunes配信限定エディションである。

## 収録曲
1. 人魚（下北沢ヴィレッジヴァンガードLive Version）
  - 作詞：NOKKO、作曲：筒美京平
  - NOKKOの曲のカバー
2. Perfect（下北沢ヴィレッジヴァンガードLive Version）
  - 作詞、作曲：Mark E. Nevin
  - フェアーグラウンド・アトラクションの曲のカバー
3. おまもりうのうた（下北沢ヴィレッジヴァンガードLive Version）
  - 作詞：千葉はな、作曲：市川和則